# Ljubiša Ćurgus
Ljubiša Ćurgus, bosansko-hercegovski general, * 24. avgust 1919, Risovac, Bosanski Petrovac, † 1988

## Življenjepis
Pred vojno je bil podčastnik-mehanik v Jugoslovanskem kraljevem vojnem letalstvu. Leta 1941 je vstopil v NOVJ in naslednje leto v KPJ. Med vojno je bil politični komisar več enot.
Po vojni je končal šolanje na Višji letalski vojaški akademiji JLA in postal poveljnik letalske divizije, poveljnik divizije ZO, načelnik štaba letalskega korpusa, poveljnik letalskega korpusa,...

## Odlikovanja
- Red vojne zastave
- Red zaslug za ljudstvo